# Lívancová anomálie
Lívancová anomálie je jedenáctý díl první řady amerického televizního seriálu Teorie velkého třesku. V této epizodě hostují Carol Ann Susi a Erin Allin O’Reilly. Režisérem epizody je Mark Cendrowski.

## Děj
Penny se právě vrátila z návštěvy své rodiny v Nebrasce. Jde si k Leonardovi pro poštu a informuje ho o tom, že naprostá většina rodiny onemocněla. To vyděsí Sheldona (majícího fobii z bacilů), který později onemocní také. Partička velmi dobře ví, jak se Sheldon chová, když je nemocný a snaží se mu všemi možnými způsoby vyhnout. Leonard, Howard a Raj se schovají na kinomaratonu s filmy z Planety Opic a nechají tak Sheldona na pospas Penny. Leonard si však nešťastnou náhodou v kině rozbije brýle a musí si domů pro náhradní, protože bez nich nebude mít z filmů nic. Pomocí notebooku, senzoru pohybu a kamery umístěné na Leonardově hlavě se všichni tři přátelé snaží Leonarda navést skrz byt k jeho pokoji tak, aby nevzbudili Sheldona.
Na místo toho jej ale objeví rozzlobená Penny, která jej nechá se Sheldonem samotného. Leonard se ještě snaží utéct, na místo toho ale bez brýlí vrazí do zdi a ublíží si. Epizoda končí záběrem na nemocného Sheldona a zraněného Leonarda ponechané vlastnímu osudu.

## Obsazení
| Johnny Galecki      | Leonard Hofstadter |
| Jim Parsons         | Sheldon Cooper     |
| Kaley Cuoco         | Penny              |
| Simon Helberg       | Howard Wolowitz    |
| Kunal Nayyar        | Raj Koothrappali   |
| Carol Ann Susi      | Debbie Wolowitz    |
| Erin Allin O’Reilly | Cheryl             |